# 유토 (1998년)
유토(본명: 아다치 유토, 安達 祐人 , 1998년 1월 23일 ~ )는 대한민국의  래퍼로 보이 그룹 펜타곤의 메인래퍼, 리드댄서를 맡고 있다.

## 학력
- 아오키지마초등학교 (졸업)
- 코우토쿠중학교 (졸업)

## 음반 목록

### 작곡
- 청개구리 (2018)
- 빛나리 (2018)
- Like Paradise (2018)
- 머물러줘 (2017)
- RUNAWAY (2017)
- 설렘이라는 건 (2017)
- Like This (2017)
- 고마워 (2017)
- You Are (2016)
- Organic Song (2016)
- 젊어 (Prod. Dok2) (2016)